# 중국 인민해방군 해군육전대
중국 인민해방군 해군육전대(중국어 간체자: 中國人民解放軍海軍陸戰隊, 병음: Zhōngguó Rénmín Jiěfàngjūn Hǎijūnlùzhànduì, 영어: People's Liberation Army Navy Marine Corps (PLANMC)/People's Liberation Army Marine Corps (PLAMC))의 중화 인민해방군에서 상륙전이 가능한 중국 인민해방군 해군의 육전대이다. 
2015년 중화인민공화국 군사 개혁 계획을 거친뒤, 1개 육군 집단군에 가까운, 6개 정규 상륙전투여단과 1개 특종여단, 독립항공병여단을 갖추고 있다. 

## 역사
1952년 5월, 육군 제85사단이 포병연대를 빼고 수병사단으로 재편성되어 해군으로 넘겨졌다. 중국 대륙 남동부의 해안을 방어하고 어선 호위 및 어업을 임무를 수행하기 시작하였다. 1953년 3월 18일, 중국 인민해방군 해군은 해군육전대를 정식으로 창설하고, 같은 날을 해군육전대의 공식기념일로 지정하였다.
1953년 7월 15일, 사단의 제253연대 산하 1개 대대가 둥산섬 전역에 참전하여 중화민국 국군과 격돌하였다. 
1954년 12월 9일에 수병사단을 본격적으로 타이완섬으로의 상륙전이 가능한 해군육전사단으로 개편하였다.
1957년 1월, 중국 공산당 중앙군사위원회는 해군육전사단과 변방 제14연대(邊防14團)를 병합하여 수비 제11사단으로서 육군으로 복군시켰다.

## 조직 구조

### 사령부
- 참모부
- 정치작전부
- 군수(保障, 보장)부
- 장비부
- 기율검사위원회

### 직속부대
- 제7해군육전여단(특종부대) - 싼야시
- 독립항공병여단 - 안후이성 밍광시
- PLA 해군육전대 의원

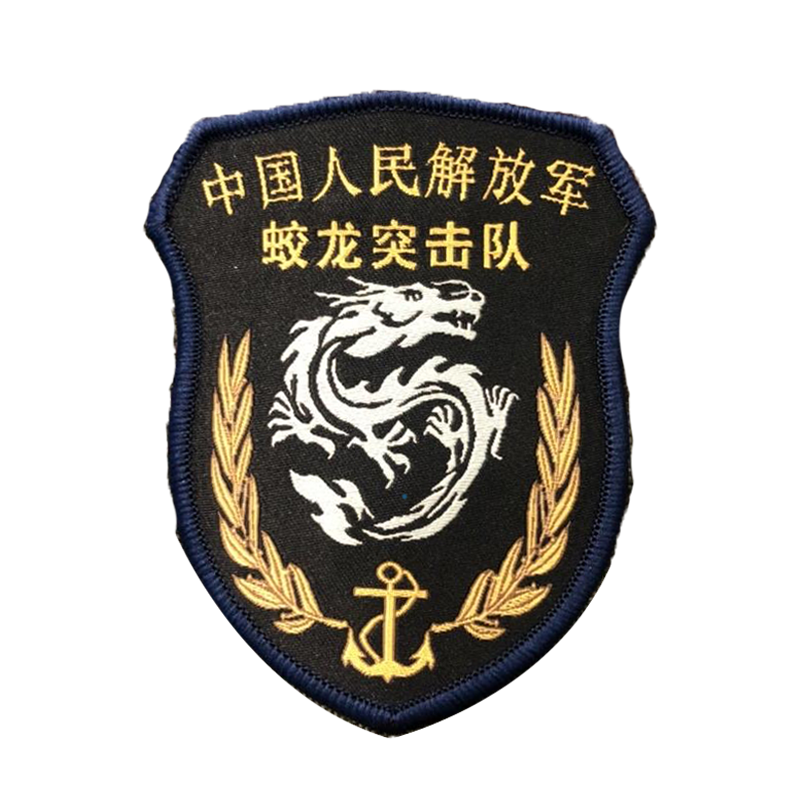
자오롱(교룡)돌격대의 비장

- PLA 해군육전대 훈련기지 - 광둥성 광저우시

### 전구 소속 부대
전구와 함대별로 2개 여단이 배정되어 있다.
- 제1해군육전여단 - 남부전구, 잔장시
  - 지부티 보장기지 - 지부티에 1개 대대가 주둔중.
- 제2해군육전여단 - 남부전구, 진장시 쑤이시현
- 제3해군육전여단 - 동부전구, 푸젠성 진장시
- 제4해군육전여단 - 동부전구 제양시
- 제5해군육전여단 - 북부전구, 산둥성 칭다오시 라오산구
- 제6해군육전여단 - 북부전구 산둥성 하이양시

### 육군여단
- 제5양서합성여단 - 제72집단군
- 제124양서합성여단 - 72집단군
- 제14양서합성여단 - 제73집단군
- 제91양서합성여단 - 제73집단군
- 제1양서합성여단 - 제74집단군
- 제125양서합성여단 - 제74집단군

추가적인 상륙전 전력으로서 중국 인민해방군 육군에 양서합성여단을 운용하고 있다.

### 여단 편제
- 여단 본부/근무중대
- 3개 합성대대
  - 중(重)합성대대: ZBD-05 양서보병전차 1대
  - 중(中)합성대대: ZBD-05 양서장갑차 1대
  - 경합성대대: CS/VP4 ATV 1대
- 공중강습대대
- 육전포병대대
- 수색대대
- 전투지원대대
- 근무지원대대

## 사진첩

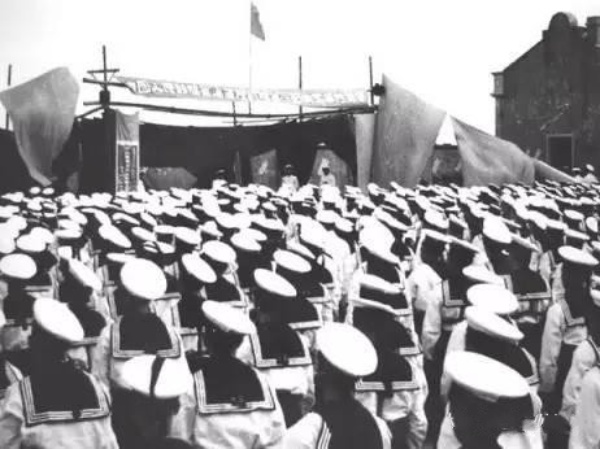
1953년 3월 18일 해군육전대 창설식.
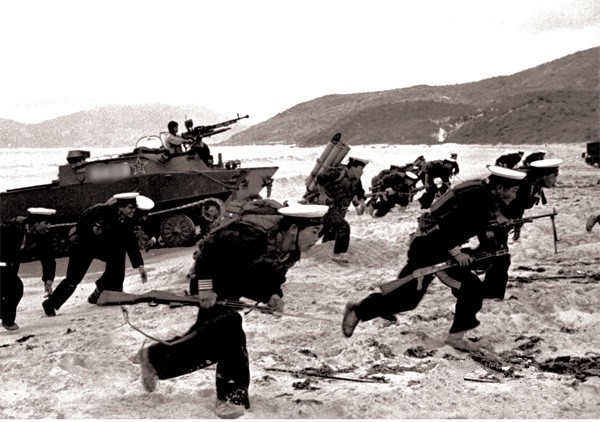
상륙훈련 (1962년 1월 2일 촬영)
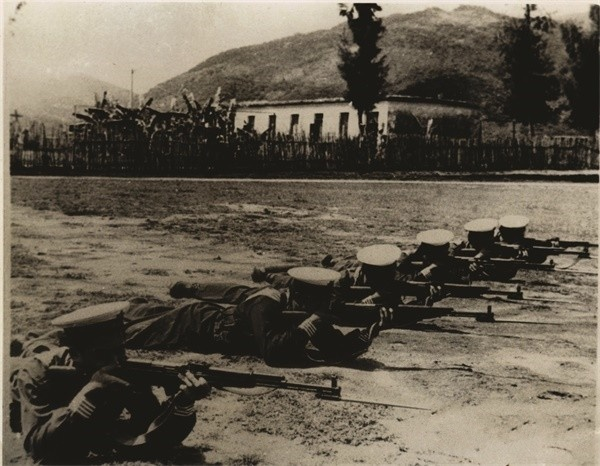
56식반자동보총 사격훈련 중인 병사들 (1962년 1월 2일 촬영)
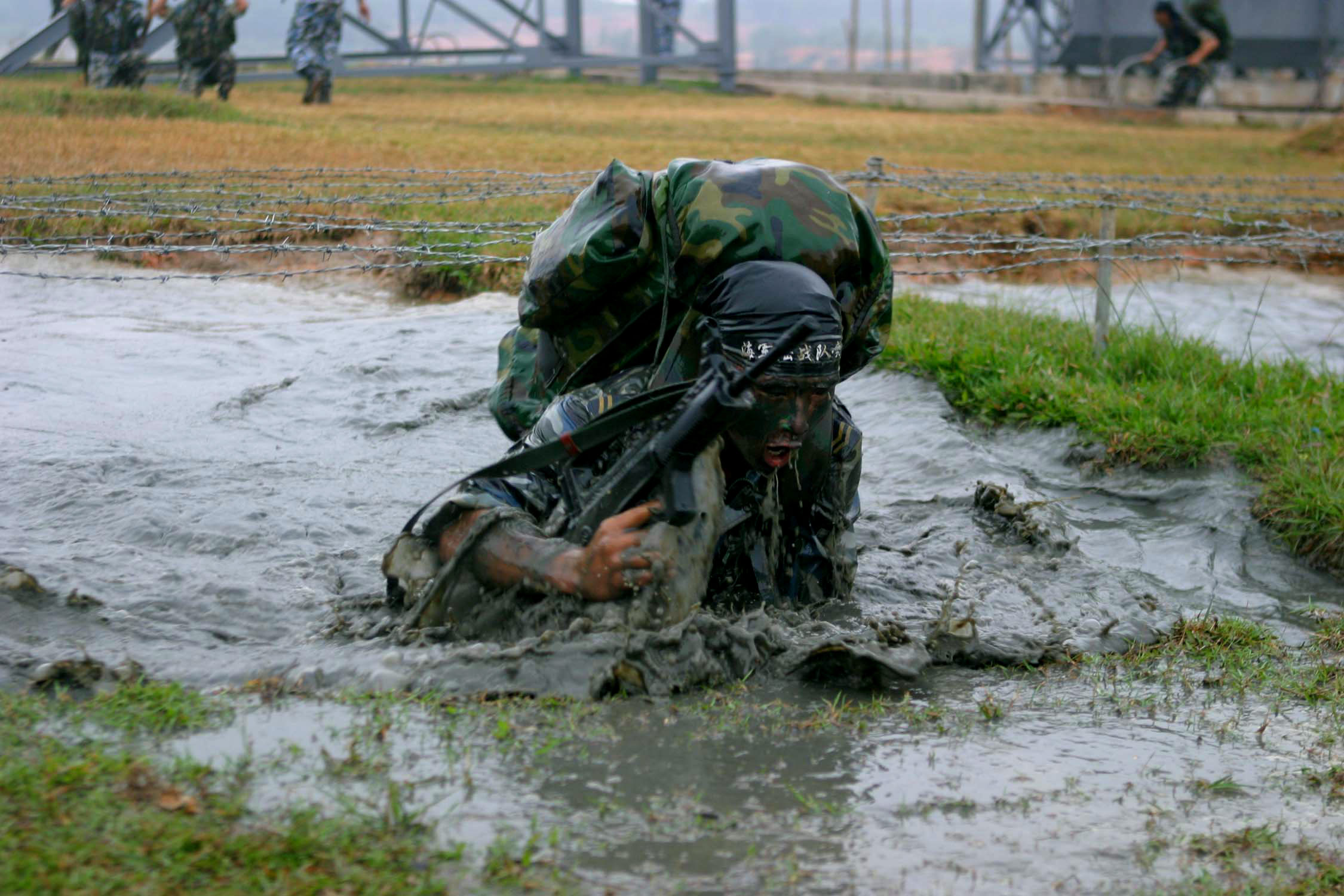
해군육전대의 훈련 중에 촬영된 완전군장한 대원의 모습.
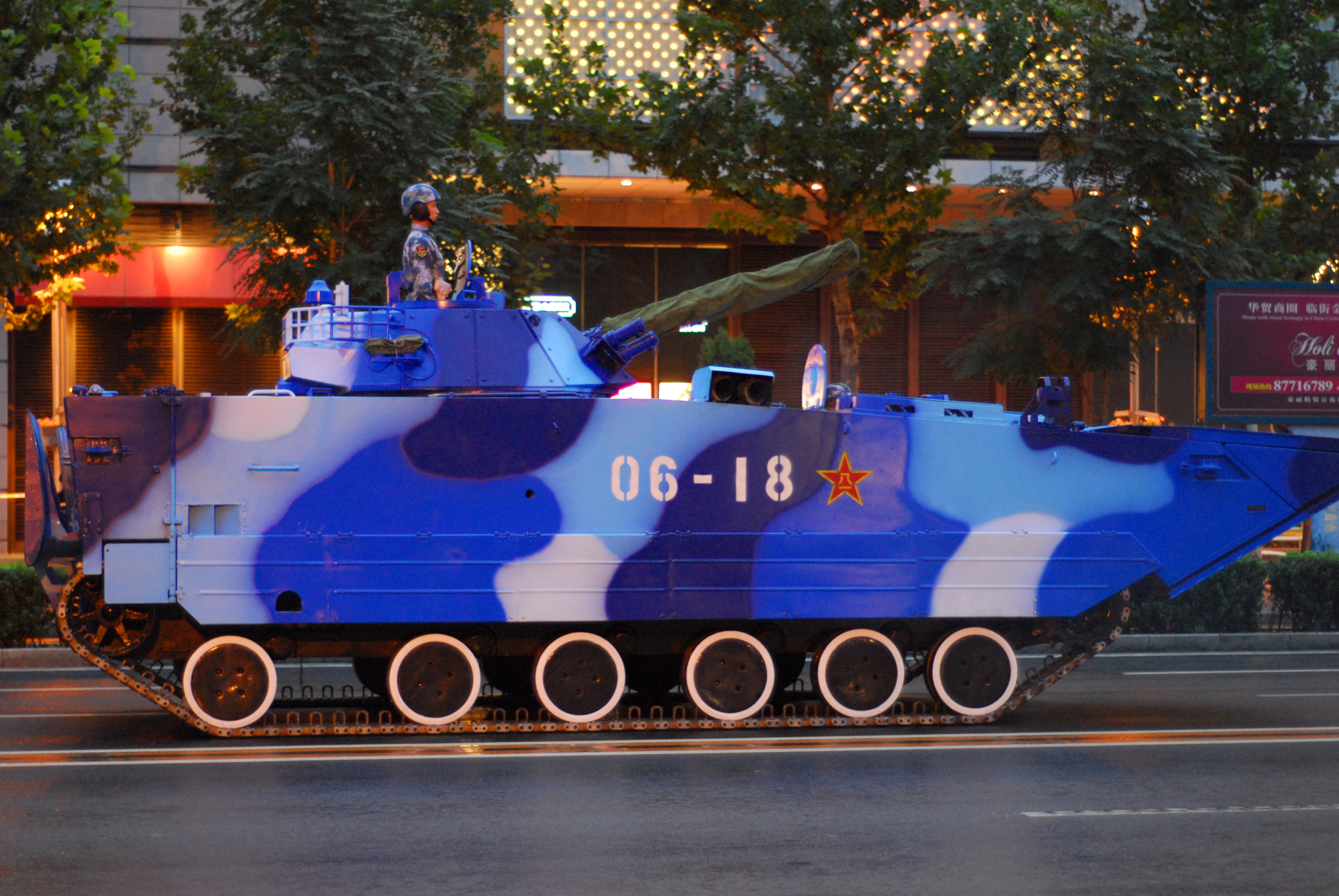
베이징 행진 중인 ZBD-05 양서보병전차의 모습 (2009년 9월 6일 촬영)
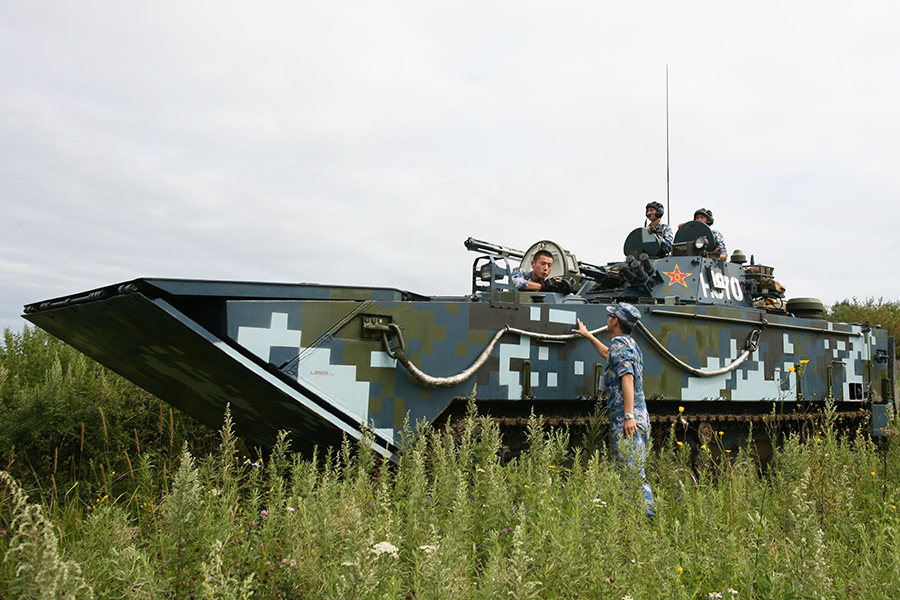
2015년 중국인민해방군 연합훈련에 참가한 ZBD-05 양서보병전차와 운용분대의 모습 (2015년 8월 24일 촬영)
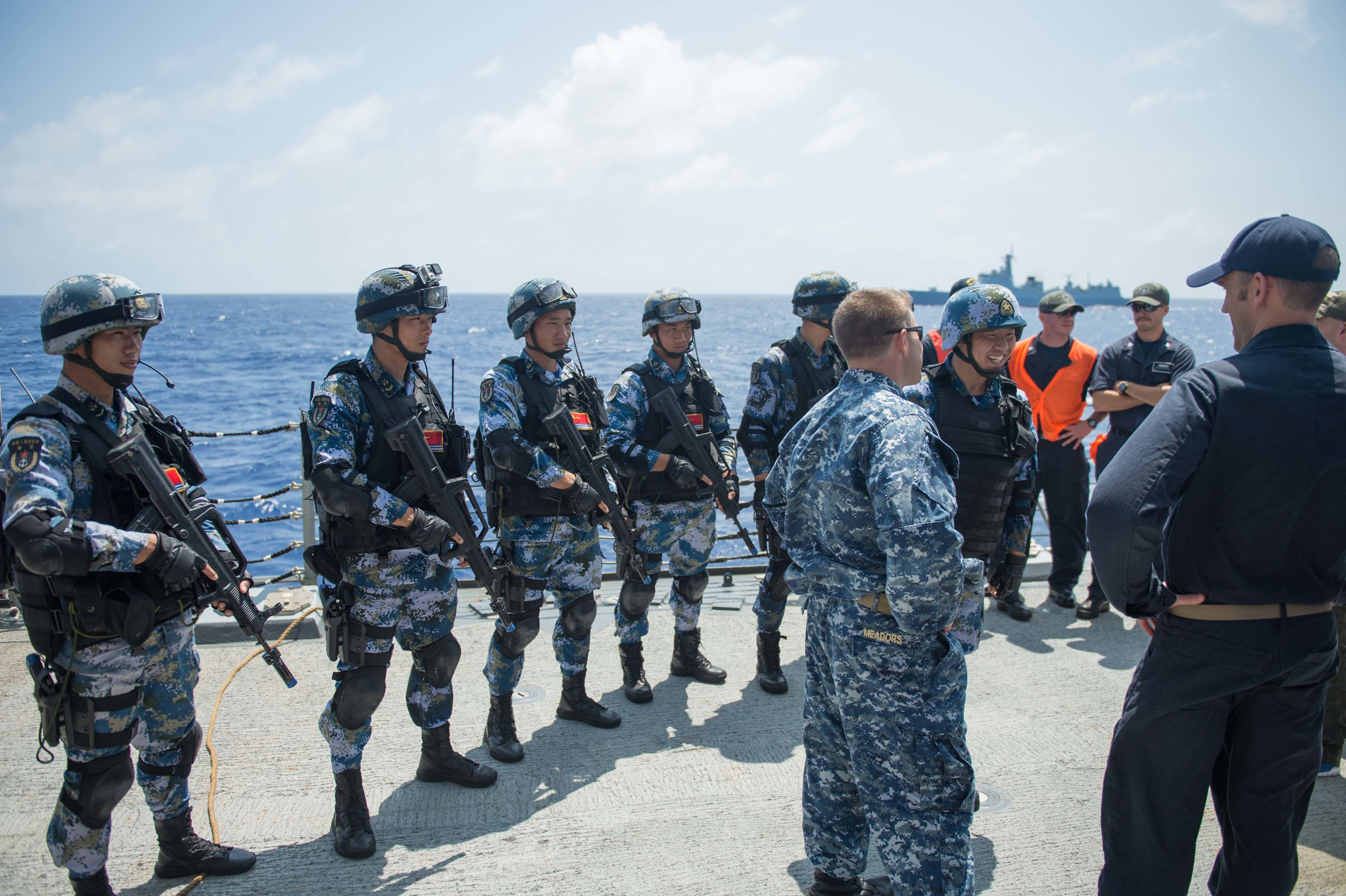
RIMPAC 2016에서의 VBSS 연습을 마친 뒤의 시안호의 해군육전대. (2016년 7월 20일 촬영)
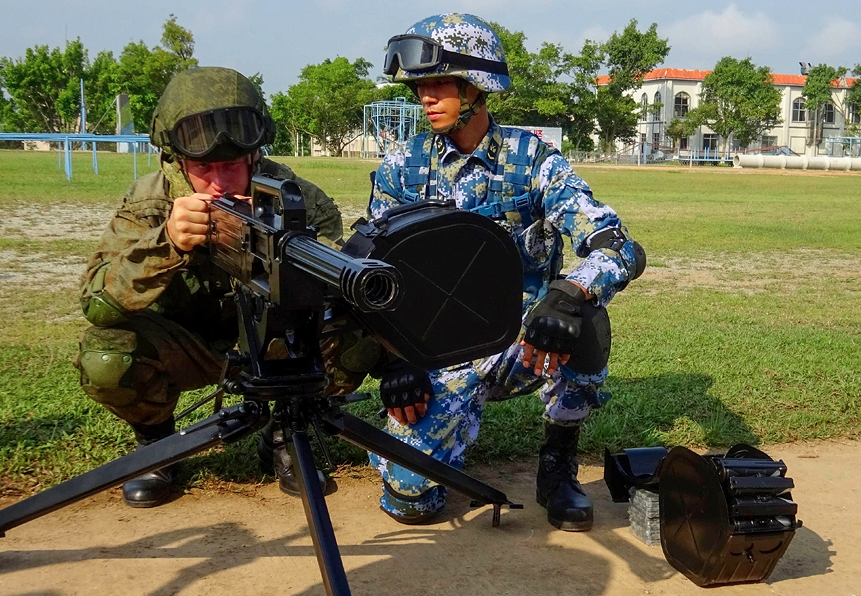
해군육전대 대원이 러시아 군인에게 04식자동유탄발사기의 운용법을 가르치는 모습 (2016년 9월 15일 촬영)
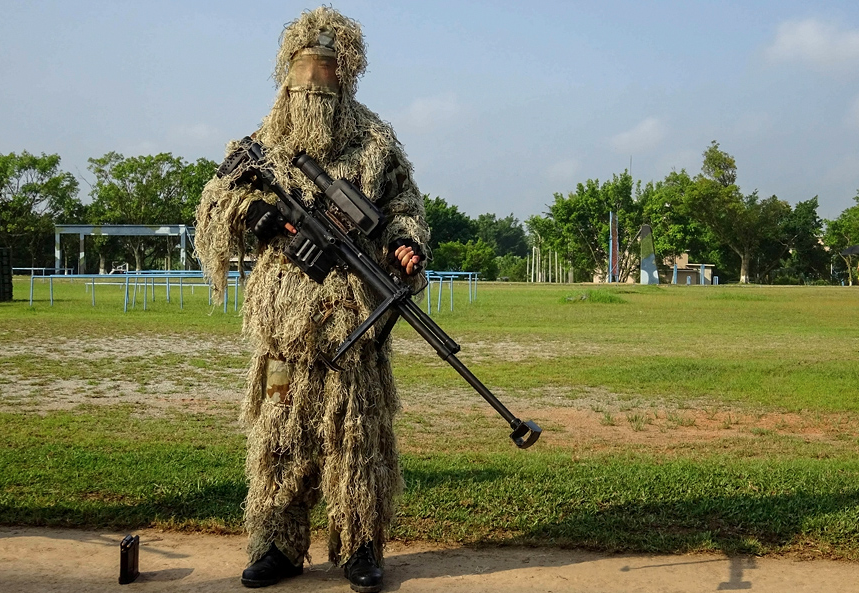
"해상연합-2016" 훈련에서 길리 슈트를 걸치고 10식 저격보총을 든 대원의 모습.

## 같이 보기
- 중국 인민해방군 공군 공강병군
- 중화민국 해군육전대

## 참고
1. ↑  黃郁文 (2019년 10월 1일). “中共軍改後海軍陸戰隊的建構與發展” (PDF). 《海軍學術雙月刊》 (중국어 (대만)) (중화민국 국방부) 53 (5): 61–74. 2020년 11월 5일에 원본 문서 (PDF)에서 보존된 문서. 2020년 11월 3일에 확인함.
2. ↑  “应对台海局势？解放军海军陆战队扩编50%，打造最强登陆力量？”. 《163.com》 (중국어). NetEase. 2022년 9월 15일. 2023년 1월 25일에 원본 문서에서 보존된 문서. 2023년 1월 25일에 확인함.
3. 1 2  黃郁文. “中共軍改後海軍陸戰隊的建構與發展” (PDF). 《中共軍改後海軍陸戰隊的建構與發展》. 作戰研究 (중화민국 해군사령부): 66(6). doi:10.6237/NPJ.201910_53(5).0005.
4. ↑  Blasko, Dennis J (2022년 4월). “China Maritime Report No. 20: The PLA Army Amphibious Force” (PDF). 《CMSI China Maritime Reports》 (영어) (Newport, Rhode Island: China Maritime Studies Institute, U.S Naval War College) (20).